# 29 settembre/È dall'amore che nasce l'uomo
29 settembre/È dall'amore che nasce l'uomo è un singolo a 45 giri dell'Equipe 84 pubblicato in Italia nel 1967.

## Descrizione
Alle registrazioni, effettuate presso gli Studi Ricordi, partecipò anche l'Orchestra Sinfonica della Scala di Milano.
Nel 1967 la Ricordi aveva acquistato per i propri studi di registrazione (che in quegli anni si trovavano in Via dei Cinquecento a Milano) un registratore a otto piste: fu il primo in uno studio di registrazione italiano, e la prima canzone registrata completamente con queste nuove apparecchiature fu "29 settembre" dell'Equipe 84, scritta da Mogol e Lucio Battisti. Le manipolazioni di Vandelli sul master originale e svariate sovraincisioni rendono al brano un suono particolare e cristallino.
Il disco fu pubblicato nel marzo 1967 e raggiunse la prima posizione in classifica.
Il disco vendette circa 550 000 copie.
L'anno successivo le due canzoni vennero inserite nell'album Stereoequipe.

## I brani

### 29 settembre
Questo brano è considerato il primo brano italiano di rock psichedelico, anticipando di tre mesi persino Sgt. Pepper's Lonely Hearts Club Band dei Beatles.
Tra gli aspetti maggiormente innovativi di questo brano, la presenza di un vero annunciatore radiofonico della Rai ingaggiato per l'occasione, che annuncia un giornale radio con la data del giorno in cui è ambientata la canzone e quella del giorno successivo. Ascoltando attentamente il testo, si evince che la canzone è ambientata in realtà il 30 settembre e fa riferimento al giorno precedente, il 29 appunto, come un flashback. Ciò è palese proprio nella versione dell'Equipe 84, in cui si può ascoltare lo speaker del giornale radio dire, poco dopo l'inizio: «Ieri, 29 settembre ...» e poi nella terza strofa: «Oggi, 30 settembre ...». Inoltre, sempre nella terza strofa c'è il verso: «Ricordo solo che ieri [riferito al giorno 29] non eri con me».
Il testo racconta la storia di un tradimento; il titolo, pur essendo riportato nella copertina con il numero 29, alla SIAE risulta essere depositato scritto a lettere come Ventinove settembre, ed appare come cofirmatario il maestro Renato Angiolini, il cui nome è assente sull'etichetta del disco.
Come ha raccontato Mogol, la data del 29 settembre era il giorno del compleanno della sua prima moglie Serenella.
Battisti reinterpretò questa canzone nel 1969, all'uscita del suo primo album, Lucio Battisti; la sua interpretazione è più tradizionale rispetto a quella dell'Equipe. Nella sua versione, la voce dello speaker è sostituita da un assolo di chitarra.
L'Equipe 84 incise anche una versione in inglese del brano, con il testo tradotto da Tommy Scott: intitolata 29th September venne pubblicata su singolo con sul retro la traduzione in inglese di Auschwitz dalla Major Minor in Inghilterra e dall'Imperial Records negli Stati Uniti.

### È dall'amore che nasce l'uomo
Più vicina al beat rispetto a "29 settembre", "È dall'amore che nasce l'uomo" è scritta da Francesco Guccini sia per il testo che per la musica, venne firmato per la SIAE da Vandelli, in quanto Guccini non era ancora iscritto.
Dopo l'iscrizione alla SIAE, il deposito venne cambiato ed ora nell'archivio risulta depositata a nome di Guccini.
Come ha raccontato il cantautore, alla fine degli anni '90 avrebbe voluto reinciderla con il testo completo, perché l'Equipe 84 lo aveva accorciato per questioni di minutaggio; la cosa non si è però realizzata perché Guccini non ha più trovato il testo completo della canzone.

## Tracce
Lato A
1. 29 settembre – 2:32 (testo: Mogol – musica: Lucio Battisti; edizioni musicali Edizioni musicali Ritmi e canzoni/Edizioni musicali CAM)

Lato B
1. È dall'amore che nasce l'uomo – 2:18 (Francesco Guccini)

## Formazione
- Maurizio Vandelli: voce solista, chitarra, tastiere
- Victor Sogliani: voce, basso
- Alfio Cantarella: batteria
- Franco Ceccarelli: voce, chitarra